# Barbara Martynowicz

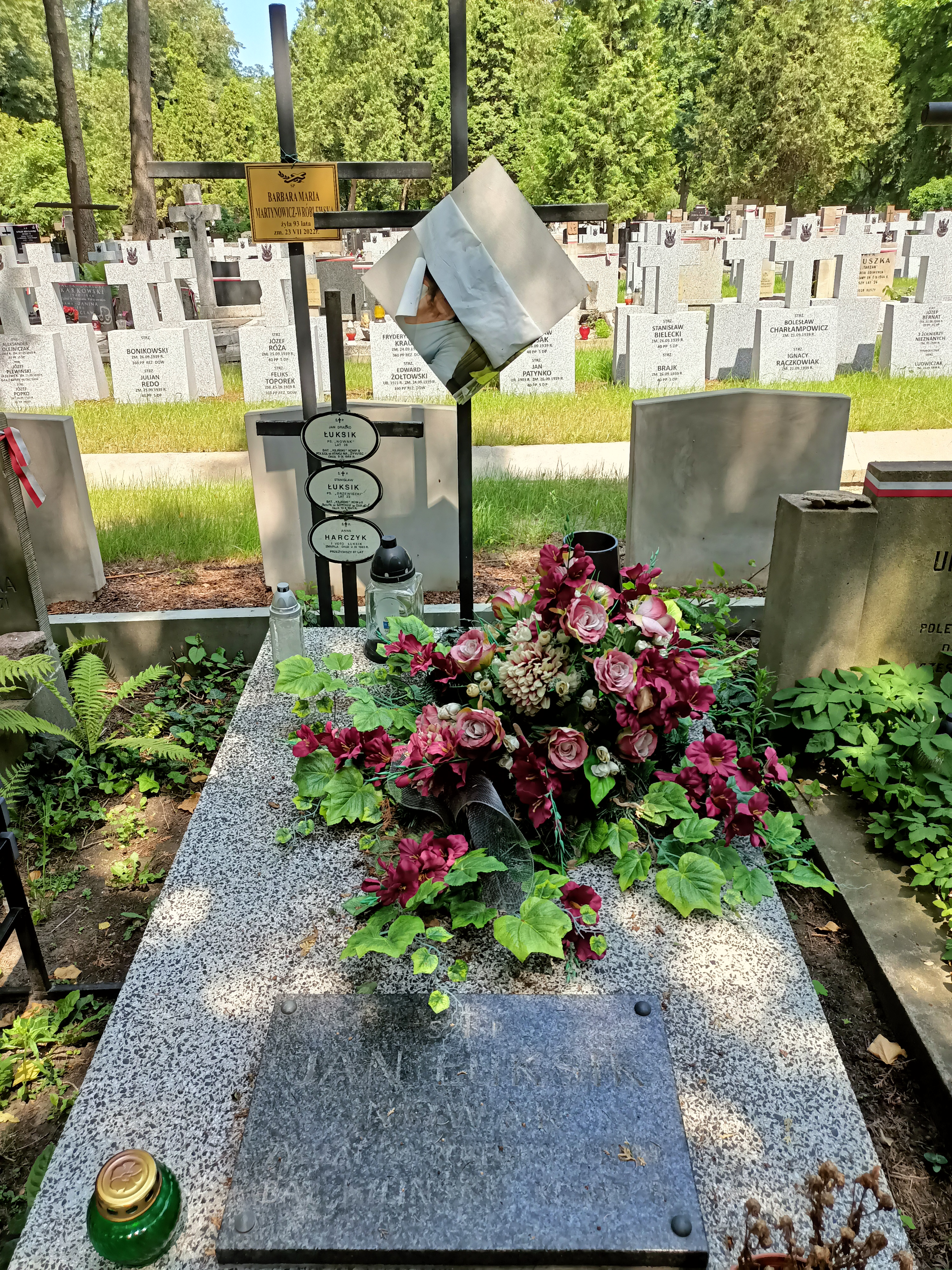
Grób Barbary Martynowicz-Wróblewskiej na Cmentarzu Wojskowym na Powązkach

Barbara Martynowicz (ur. 9 września 1929, zm. 23 lipca 2022) – polska aktorka teatralna i filmowa.

## Życiorys
Na scenie debiutowała w 1953 roku. Podczas kariery scenicznej była członkinią zespołów teatralnych: Teatru Ziemi Lubuskiej w Zielonej Górze (1953-1954), Teatru im. Wojciecha Bogusławskiego w Kaliszu (1954-1955), Teatru Ziemi Pomorskiej w Bydgoszczy i Toruniu (1955-1958), Teatru PPIE w Warszawie (1958-1960, 1964-1965), Teatru im. Aleksandra Fredry w Gnieźnie (1961-1962), Teatru im. Juliusza Osterwy w Lublinie (1967-1970), Teatru im. Juliusza Słowackiego w Koszalinie (1970-1972), Teatrów Dramatycznych w Szczecinie (1972-1975), Teatru Dolnośląskiego w Jeleniej Górze (1975), Teatru Dramatycznego im. Jerzego Szaniawskiego w Płocku (1975-1982), Teatru Rampa w Warszawie (1982-1983) oraz Warszawskiej Opery Kameralnej (1983-2009), gdzie była również asystentem reżysera oraz inspicjentką.
W 1985 roku stworzyła jedyną kreację filmową w karierze, odtwarzając rolę gospodyni księdza w filmie Rajska jabłoń (reż. Barbara Sass). Ponadto w 1970 roku wystąpiła w jednym przedstawieniu Teatru Telewizji (1970) oraz jednej audycji Teatru Polskiego Radia (1974).
W 1980 roku została odznaczona Srebrnym, a w 2005 roku - Złotym Krzyżem Zasługi.